# Ville Sandqvist
Ville Sandqvist, född 23 januari 1960 i Helsingfors, är en finländsk skådespelare och regissör. Han är son till Rolf Sandqvist. 
Sandqvist tillhör på mödernet släkten Jurkka; mormodern Emmi Jurkka och hans mor Vappu Jurkka grundade tillsammans den lilla Teatteri Jurkka i Kronohagen 1953. Han blev teaterkonstmagister 1986 och har varit verksam som skådespelare och regissör både på svenska och finska, och har arbetat som lärare vid bland annat Teaterhögskolan, Konstindustriella högskolan, Sibeliusakademin och Stadia. 
Sandqvist regisserade storframgången, ungdomarnas kultpjäs Hype på Svenska Teatern 1994 och var ett charmfullt Knytt på Unga teatern med Birgitta Ulfsson som regissör. År 2005 engagerades han av Tavastehus stadsteater som Anton Tjechovs Onkel Vanja i Kaisa Korhonens regi. Med sin Vanja som en söndertrasad själ gjorde han en gedigen tragisk roll. Han har sedan 2002 varit ordförande för Finlands skådespelarförbund.